# Franz Danzi
Franz Ignaz Danzi (ur. 15 czerwca 1763 w Schwetzingen, zm. 13 kwietnia 1826 w Karlsruhe) – niemiecki kompozytor i wiolonczelista pochodzenia włoskiego.

## Życiorys
Pochodził z rodziny o tradycjach muzycznych. Jego ojciec, Innocenzo Danzi, był wiolonczelistą w orkiestrze elektorskiej w Mannheimie, brat Johann Baptista był skrzypkiem, siostra Franziska Danzi-Lebrun zaś kompozytorką i sopranistką. Śpiewu, gry na wiolonczeli i na fortepianie uczył się od ojca. Następnie studiował u G.J. Voglera. Od 1778 roku był wiolonczelistą w orkiestrze książęcej w Mannheimie, później pełnił funkcję korepetytora w teatrze dworskim, gdzie w 1780 roku wystawił swoją pierwszą operę – Azakia. W 1783 roku przeniósł się do Monachium. Wstąpił w związek małżeński ze śpiewaczką Margarethe Marchand. W latach 1791–1796 odbył podróż do Lipska, Hamburga, Wenecji i Florencji. W 1798 roku powrócił do Monachium, gdzie został wicekapelmistrzem orkiestry książęcej. Komponował także utwory religijne dla kościoła dworskiego. W latach 1807–1812 był kapelmistrzem konserwatorium w Stuttgarcie. Przyjaźnił się z Carlem Marią von Weberem i Louisem Spohrem. Od 1812 roku pełnił funkcję kapelmistrza w teatrze dworskim w Karlsruhe.
W swojej twórczości kontynuował tradycje szkoły mannheimskiej i W.A. Mozarta. Skomponował m.in. 4 symfonie (I 1800, II 1804, III i IV 1818), 2 symfonie koncertujące, 2 koncerty na fortepian, 5 koncertów na fagot, 5 koncertów na wiolonczelę, ponad 100 utworów kameralnych, sonaty, miniatury fortepianowe, canzonetty i pieśni solowe. Napisał 17 oper. Ponadto był autorem utworów religijnych, w tym 3 mszy i oratorium Abraham auf Moria (1808).